# Commonwealth Court of Conciliation and Arbitration
Der Commonwealth Court of Conciliation and Arbitration (deutsch: Bundesgerichtshof über Arbeitskonflikte und -schlichtungen) von 1904 war das erste australische Arbeits-Schiedsgericht, das nach den harten Konflikten zwischen Arbeit und Kapital Ende des 19. Jahrhunderts und Niederlagen der frühen Arbeiterbewegung Australiens im Jahr 1904 entstand. Dieses nationale Gericht fällte bis 1954 Entscheidungen über Arbeitsverhältnisse im Spannungsverhältnis zwischen Arbeit und Kapital, die Gesetzesrang hatten. In der Folgezeit kam es bis zum heutigen Tag zu Veränderungen der Aufgaben dieser Institution durch politische Einflussnahmen und Veränderungen.
Die Entscheidungen der Gerichte waren wegen der Interessenlage, die es zu verhandeln gab, politisch, und Arbeitsgesetze wurden und werden von Bundes- und Landesparlamenten politisch entschieden.
Das System der Arbeitsregelungen in Australien mit Gerichten und Kommissionen wird politisch unterschiedlich bewertet, aber es funktionierte solange gut, wie es zum Interessensausgleich zwischen Arbeit und Kapital kam. Es gab in der Geschichte mehrmals Versuche, das Arbeitsgesetzsystem abzuschaffen. Zuletzt hatte 2006 die liberal-nationalistisch konservative Koalitionsregierung von John Howard gesetzliche Schritte eingeleitet, die im Interesse der Kapitalseite lagen. Die Wirkung der gesetzlichen Veränderung von Howard kam wenig zum Tragen, da die in der Vergangenheit getroffenen tariflichen Regelungen Langzeitwirkung hatten und die Regierung der Australian Labor Party von Kevin Rudd 2007 die Nationalwahl gewann und die liberalistische Gesetzgebung aufhob.

## Schiedsgerichtswesen
Das grundsätzliche Recht, Arbeitsgesetze zu erlassen, liegt in Australien in den Händen der Parlamente der Bundesregierung, der so sogenannten Commonwealth Australia, und der jeweiligen Landesregierungen.
Die Entscheidungen der Schiedsgerichte hatten Rechtscharakter für die Bezahlung und Arbeitsbedingungen in Branchen, Berufen oder für bestimmte Arbeitsplätze. Sie betreffen Qualifikationsmerkmale, Arbeitszeiten, Regelungen zu Teilzeit-, Gelegenheits- und Überstundenarbeit, Urlaub, Krankheit und Mutterschutz, betriebliche Renten- und Pensionen, Kündigungen, gewerkschaftliche Bildungsmöglichkeiten, Ausbildung von Lehrlingen und Praktikanten, aber auch Vertragsstrafen und weitere wirtschaftliche Aspekte.
Die australischen Schiedsgerichte legen auch die nationalen Mindestlöhne fest, wobei sie gesetzlich verpflichtet sind, ökonomische Faktoren bei der Festlegung von Mindestlöhnen heranzuziehen und auch die Einwände von Gewerkschaften, Arbeitgebern und Regierungen zu berücksichtigen. In dieses System waren und sind lediglich wenige Gewerkschaftsführer eingebunden, deren Aufgabe es ist – sofern es zu keiner Einigung kommt, ihre Gewerkschaften zu mobilisieren. Ihnen kam damit die Funktion zu, Arbeitnehmerinteressen zu formulieren und diese politisch durchzusetzen.

## Geschichte

### Vorgeschichte
Der Beginn der australischen Arbeiterbewegung liegt in den großen Streikbewegungen am Ende des 19. Jahrhunderts wie dem Maritime-Streik (1890), den Schafschererstreiks 1891 und 1894 und dem Broken-Hill-Streik (1892), die während der ersten australischen Wirtschaftskrise von 1889 bis 1894 stattfanden. Die Auseinandersetzungen waren heftig und im Schafschererstreik 1894 wurden Schusswaffen und die Polizei gegen Streikende eingesetzt. Entgegen diesen erlittenen Niederlagen der Gewerkschaften gelang es der Arbeiterbewegung die Bevölkerung davon zu überzeugen, dass es ein Gegengewicht zur Macht der Unternehmer und des Staates geben sollte und es entstand das australische Schiedsgerichtswesen.

### Commonwealth Court of Conciliation and Arbitration
Am 15. Dezember 1904 wurde in Australien erstmals ein Schiedsgericht für Arbeitsrecht, das Commonwealth Court of Conciliation and Arbitration, auf gesetzlicher Basis errichtet.
1907 legte dieser Gerichtshof in einer gerichtlichen Auseinandersetzung durch den Richter Henry Bournes Higgins erstmals die Zulässigkeit eines Mindestlohns fest. Diese Entscheidung für einen so genannten fair basic wage (Mindestlohn) bestimmen die Lohnpolitik Australiens bis in die heutige Zeit.
Die Schiedsgerichtshöfe wurden nach dem Conciliation and Arbitration Act (1926) reformiert, was bedeutete, dass die Gerichtsentscheidungen, die die Lebensinteressen der Bevölkerung betrafen, von der gesamten Richterversammlung entschieden werden, und dass Conciliation Commissioners als Mediatoren eingesetzt werden mussten. Der erste Commissioner wurde 1934 eingesetzt und 1944 waren lediglich zehn berufen.
Das Schiedsgerichtswesen wollte der australische Premierminister Stanley Bruce 1929 abschaffen, dies gelang ihm nicht und Bruce wurde deswegen so unpopulär, dass er nicht nur die nächste Nationalwahl, sondern auch als erster Premierminister überhaupt die Wahl in seinem eigenen Wahlkreis verlor.
Als der Richters Lionel Lukin am Australischen Schiedsgerichtshof 1929 in der Zeit der Großen Depression die Arbeitszeit von 44 auf 48 Stunden bei gleichem Lohn erhöhte, war damit eine Lohnsenkung von ca. 10 % für Holzarbeiter verbunden. Daraufhin kam es zum Australischen Holzarbeiter-Streik. Dies zog nach sich, dass Arbeitgeber der Holzarbeiter den Schiedsgerichtshof anriefen. Daraufhin verhängte Lukin eine Geldstrafe über die Gewerkschaft und den Gewerkschaftssekretär und ließ erstmals in Geschichte Australiens über die Abhaltung eines Streiks in geheimer Wahl abstimmen.
1930 setzte der Schiedsgerichtshof die allgemeine Arbeitszeit von 48 auf 44 Stunden wöchentlich herab, und 1947 senkte sie diese auf 40 Stunden.
Trotz des Schiedsgerichts konnten die Unternehmer sich der Unterstützung des Staates sicher sein, und die Australian-Labor-Party-Regierung unter Ben Chifley scheute sich nicht, auch das Militär gegen Streikende einzusetzen, wie im Australischen Kohlenminenstreik von 1949. In diesem Streik hatte die Communist Party of Australia starken Einfluss, und die Labor-Regierung sah ihren Einfluss in der Arbeiterklasse schwinden und wollte durch diese Maßnahme den Einfluss der Communist Party zurückdrängen. Diese Maßnahme führte letzten Endes dazu, dass der Einfluss der Australian Labor Party in der Bevölkerung schwand und sie die nächsten Wahlen verlor.

### Australian Conciliation and Arbitration Commission
Der Schiedsgerichtshof Commonwealth Court of Conciliation and Arbitration wurde 1956 nach dem so genannten Boilermakers Case durch eine Entscheidung des Federal Court of Australia aufgelöst, da dieses Arbeitsschiedsgericht nicht entsprechend dem Prinzip der Gewaltenteilung – in Sinne einer eindeutigen Judikative – zusammensetzt war.
Nach dieser Entscheidung wurden zwei neue Institutionen eingerichtet, die Commonwealth Conciliation and Arbitration Commission (deutsch: Bundeskommission für Arbeitsauseinandersetzungen und -schlichtungen) (von 1973 bis 1998 Australian Conciliation and Arbitration Commission genannt) – eine Kommission, und der Commonwealth Industrial Court (deutsch: Australischer Industriegerichtshof) – ein Gericht, das später in den Federal Court of Australia (Australischer Bundesgerichtshof) eingegliedert wurde.

### Australian Industrial Relations Commission
Ab 1988 wurde die Australian Conciliation and Arbitration Commission in Australian Industrial Relations Commission (AIRC) (Australische Kommission für industrielle Arbeitsverhältnisse) umbenannt.
Seit Mitte der 1980er Jahre jedoch wurde die Anwendung dieses zentralisierten Systems von Schiedsverfahren und Urteilssprüchen stetig weiter eingeschränkt: zunächst durch die Schaffung unternehmensbezogener Tarifverhandlungen, in letzter Zeit vor allem durch Änderungen der Arbeitsgesetze, die von der australischen Regierung eingeführt wurden. Seit 1996 wird Australien von einer Koalition aus Liberal Party of Australia und Nationalist Party of Australia mit John Howard als Premierminister an der Spitze regiert. In dieser Phase wurden die wesentlichen Gesetzesänderungen verabschiedet, mit denen das bisherige System und der Einfluss der Gewerkschaften unterlaufen werden sollten.
Mit der Einführung eines Gesetzespakets durch den Premierminister John Howard im Jahr 2006, das in Australien als WorkChoices (deutsch: Arbeitsplatzwahl) bekannt geworden ist, veränderten sich die Rechtsbeziehungen zwischen Arbeit und Kapital in Australien grundlegend. Die Schiedsgerichte wurden abgeschafft, und mit den neuen gesetzlichen Regelung wurde es möglich, dass individuelle Arbeitsverträge, so genannte AWAs (Australian Workplace Agreement (AWA), deutsch: Arbeitsplatzvereinbarung in Australien), frei durch die Arbeitgeber ausgehandelt werden konnten.
Im Kern ging es der konservativen Regierung mit einer Einführung der individuellen Arbeitsplatzvereinbarungen darum, ein umfassendes System von Tarifverhandlungen unter Ausschluss der Gewerkschaften und mittels individueller Verträge, die den gleichen gesetzlichen Status wie gewerkschaftlich ausgehandelte Tarifverträge haben, gewerkschaftlichen Einfluss zurückzudrängen und diese zu schwächen.

### Australian Fair Pay Commission
Das Ziel der Howard-Regierung mit der WorkChoices-Gesetzgebung von 2006 war es, „ein einziges nationales System von Arbeitsrechten zu schaffen, das die Arbeitnehmer aus dem Schutz staatlicher Arbeitsgesetze herausnimmt und den Einfluss von Gewerkschaften, Kommissionen und arbeitsrechtlich wirksamen Schiedssprüchen in Bezug auf Löhne und Arbeitsbedingungen beschränkt.“
Nach den neuen gesetzlichen Regelungen hatten die neu abzuschließenden Verträge lediglich fünf Minimalkriterien zu genügen:
- Mindestlohn: damals 12,75 australische Dollar pro Stunde – für junge Arbeiter unter 21 weniger
- Vier Wochen Jahresurlaub, zwei davon konnten auf Antrag des Beschäftigten als Lohn ausgezahlt werden
- 10 Tage bezahlte persönliche oder kurbedingte Abwesenheit, einschließlich krankheitsbedingter Fehlzeit
- 38-Stunden-Woche im Durchschnitt (Überstunden sollten vermieden werden)
- 52 Wochen unbezahlter Erziehungsurlaub nach der Geburt/Adoption eines Kindes[1]

Die Möglichkeit der Lohnfestsetzung der AIRC wurde an die neu gegründete Australian Fair Pay Commission (deutsch: Australische Kommission für faire Bezahlung) übertragen. Die Aufgaben der AIRC wurden beschränkt auf die „Modernisierung“ der Arbeitsverhältnisse, Anhörung bei ungerechtfertigten Entlassungen und die Entscheidung dieser Kommission über das Stattfinden von Streiks.
Am 15. November kam es zu einem australienweiten Protesttag mit mehr als 500.000 Menschen gegen die geplante Gesetzgebung der Howard-Regierung. 2006 hatte es weitere Demonstrationen mit 100.000 Protestierenden gegen das neue Gesetz gegeben, die die Howard-Regierung nicht zum Einlenken bewegen konnten.

### Fair Work Australia
Die Howard-Regierung wurde 2007 abgewählt, und die von ihr eingeleiteten gesetzlichen Veränderungen seit Beginn ihrer Regierungszeit hatten de facto in den Beziehung von Arbeit und Kapital kaum Auswirkungen, da ein Großteil der Regelungen Ausdruck der Ergebnisse früherer Schieds- und Einigungsverfahrens waren und wegen geltender Tarifverträge und der Existenz der unabhängigen Kommissionen, arbeitsrechtlichen Standards und Mindestlöhne langfristig fixiert waren.
Dass die verlorene Nationalwahl besonders auf die Einführung der WorkChoices-Gesetzgebung zurückzuführen war, gestand der neue Oppositionsführer der Liberal Party Brendan Nelson am 19. Dezember 2007 ein: „We have listened and we have learned, and one of the issues that was very important to the Australian people in changing the Government on November 24 was that of WorkChoices, [...] and WorkChoices is dead.“ (Deutsch: „Wir nehmen zur Kenntnis und haben gelernt, dass einer der entscheidenden Gründe zur Abwahl der konservativen Regierung [von Howard] am 24. November 2007 durch die australische Bevölkerung die WorkChoices waren, [...] und die Workchoices sind tot.“)
Kevin Rudd von der Labor Party hatte vor seinem Wahlsieg in 2007 über die Howard-Regierung als erklärtes Ziel die Abschaffung der WorkChoices und der AWAs genannt. Die Rudd-Regierung schaffte die AWAS und das AIRC ab und übertrug die Aufgaben der AIRC im Januar 2010 an die neugegründete Division Fair Work Australia am Federal Court of Australia(deutsch: Faire Arbeit in Australien).